# Polyrhachis regesa
Polyrhachis regesa är en myrart som beskrevs av Bolton 1973. Polyrhachis regesa ingår i släktet Polyrhachis och familjen myror. Inga underarter finns listade i Catalogue of Life.